# Ceratinella subulata
Ceratinella subulata là một loài nhện trong họ Linyphiidae.
Loài này thuộc chi Ceratinella. Ceratinella subulata được Friedrich Wilhelm Bösenberg & Embrik Strand miêu tả năm 1906.